# Mestre dos noviços
Mestre dos noviços ou mestre das noviças é um termo utilizado na Igreja Católica Apostólica Romana para fazer referência ao religioso a quem foi encarregado o treinamento de noviços ou noviças e o controle sobre o noviciado de uma instituição religiosa. Sua função é garantir que o período do noviciado seja dedicado à oração, meditação e ao desenvolvimento do caráter pelo estudo da vida de Cristo e dos santos, da história da Igreja, dos votos e da constituição da instituição. Durante o período probatório, cabe a ele reportar sobre o desenvolvimento de cada noviço ou noviça às autoridades superiores. Para realizar a função, o mestre ou a mestre não ocupa nenhum outro cargo e está dispensado de todas as demais funções. Estritamente falando, ele não é um "superior" de acordo com a definição da lei canônica, apesar de ter os mesmos direitos e deveres sobre os noviços que um superior tem sobre seus súditos. A lei canônica prescreve que um mestre deve ter pelo menos 35 anos, pelo menos 10 de vida religiosa e ser eminente em prudência, caridade, piedade e na observância das regras e regulamentos da instituição. Se a sociedade em questão é uma na qual uma grande quantidade de membros poderá, no futuro, ser ordenado ao sacerdócio, o mestre dos noviços precisa ser um padre.